# Kamanahalli, Piriyapatna
Kamanahalli là một làng thuộc tehsil Piriyapatna, huyện Mysore, bang Karnataka, Ấn Độ.